# ボラ・ベンデグーズ
ボラ・ベンデグーズ（Bolla Bendegúz 、1999年11月22日 - ）は、ハンガリー・セーケシュフェヘールヴァール出身のサッカー選手。SKラピード・ウィーン所属。ハンガリー代表。ポジションはDF。

## 経歴

### クラブ
2017年7月に地元クラブであるヴィデオトンFCと最初のプロ契約を交わした。2018年夏、BFCシオーフォクに期限付き移籍。
2019年1月、今度はZTE FCに期限付き移籍。ZTEでは主力に定着し、2019-20シーズンも期限付き移籍期間を延長して残留した。
2020-21シーズンにヴィデオトンFC改めMOLフェヘールヴァールFCに復帰。
2021年7月17日、ウルヴァーハンプトン・ワンダラーズFCに移籍した。同日、シーズン終了までのレンタルでグラスホッパー・クラブ・チューリッヒに移籍した。2023年8月29日、セルヴェットFCにレンタルで移籍した。
2024年6月7日、SKラピード・ウィーンに移籍した。

### 代表
各年代でハンガリー代表に選出されている。母国開催となったUEFA U-21欧州選手権2021では1ゴールを決めた。
2021年6月1日、フル代表未出場ながら、UEFA EURO 2020に参加するハンガリー代表メンバー26人の一人に選出された。同月4日、大会直前に開催されたキプロス代表との親善試合でフル代表デビューを果たした。
UEFA EURO 2024に選出